# 福克F.VII

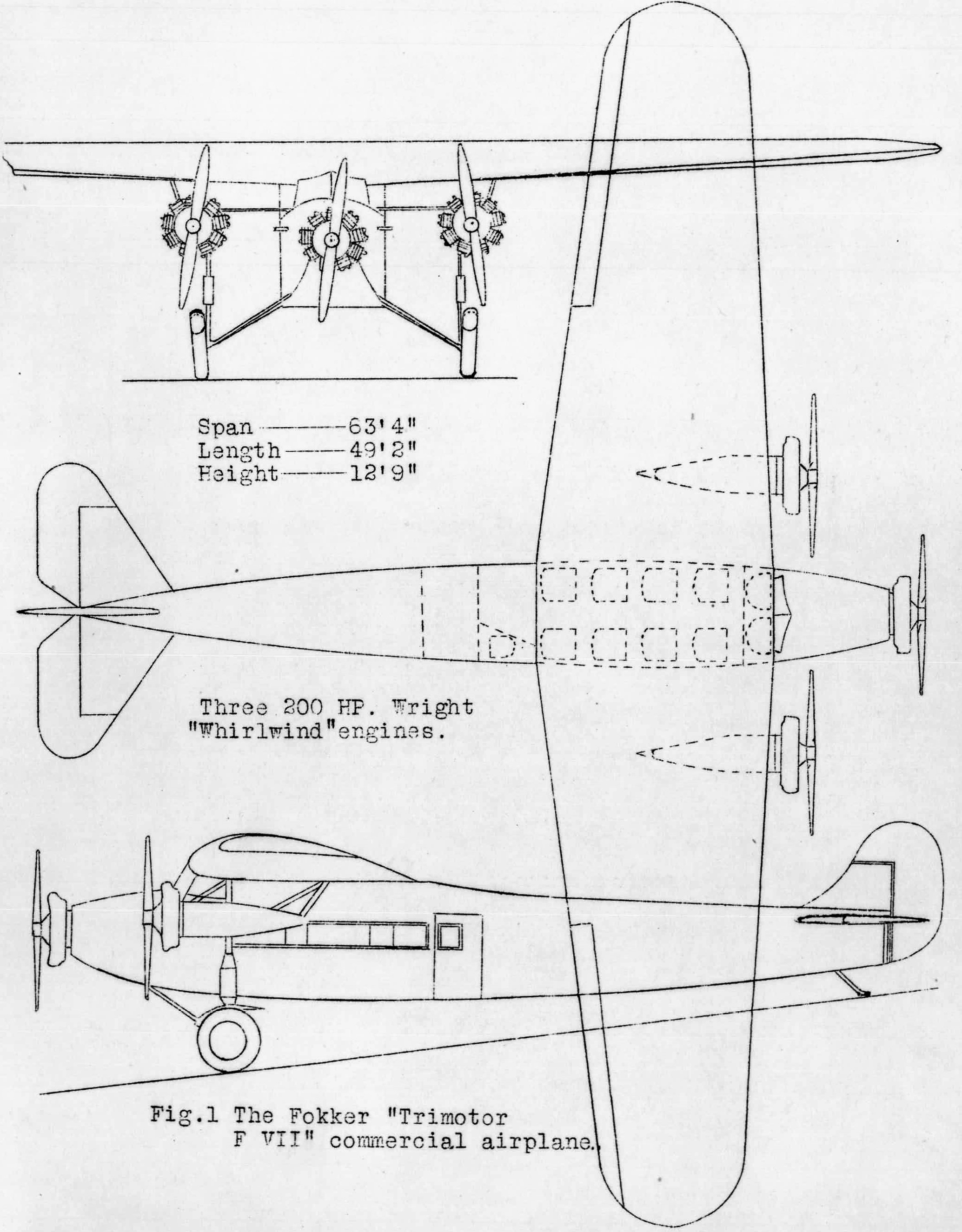
Fokker F.VII

福克F.VII（荷蘭語：Fokker F.VII）是一款由荷蘭福克飛行器公司在1920年代所研發和生產的三引擎高單翼機。此型號亦曾由福克在美國的子公司大西洋飛行器公司和一些獲授權的公司生產。

## 歷史
福克F.VII的設計者為瓦尔特·雷特尔（Walter Rethel），首架福克F.VII在1924年4月11日首飛。經過一連串測試後，首架註冊編號H-NACC在1924年6月17日交付給荷蘭皇家航空，不久後又轉售給荷屬東印度飛行探險委員會（Netherlands-Indies Flying Expedition Committee）。為了能夠把飛機交付至荷屬東印度，福克公司在H-NACC的設計上修出修改，包括加大飛機油缸，額外的冷卻水槽等，並移除了機上座位，此飛機最終在11月24日抵達巴達維亞。
荷蘭皇家航空共有5架福克F.VII。H-NACC的服役期並不長，在1925年從荷蘭東印度回到荷蘭本土，1926年7月9日因天氣不佳導致墜毀，此前在荷蘭的一另架飛機亦報廢。1927年荷航把一架福克F.VII賣回給福克公司，用來轉售給有意的美國客戶。1929年，荷蘭的航空器國籍編號由H改為PH，因此所有荷蘭航空公司的飛機都更改註冊編號。1931年，荷航把PH-ACR賣到澳洲，餘下的PH-ACJ則繼續留在荷航至退役。
福克F.VII為單引擎飛機，之後發展出F.VII A型，在1925年3月12日首飛。後來福克在此A型的基礎上作出修改，使之成為一款三引擎飛機，稱為F.VII A/3M型。A/3M型採用達200馬力的莱特旋风系列发动机，合板機翼，織物覆蓋的鋼管機身。B/3M的發動機馬力提升至220，機翼面積稍為增加。這款飛機很快成為著名的「福克三馬達」（Fokker Trimotor）。福克F.10亦是發展自F.VII B/3M，但載客量和發動機馬力有所提升。

## 性能（F.VIIb/3m）
参考资料：
基本信息
- 机组：2人
- 容量：8人

性能